# Czarny Filar (Mięguszowiecki Szczyt)

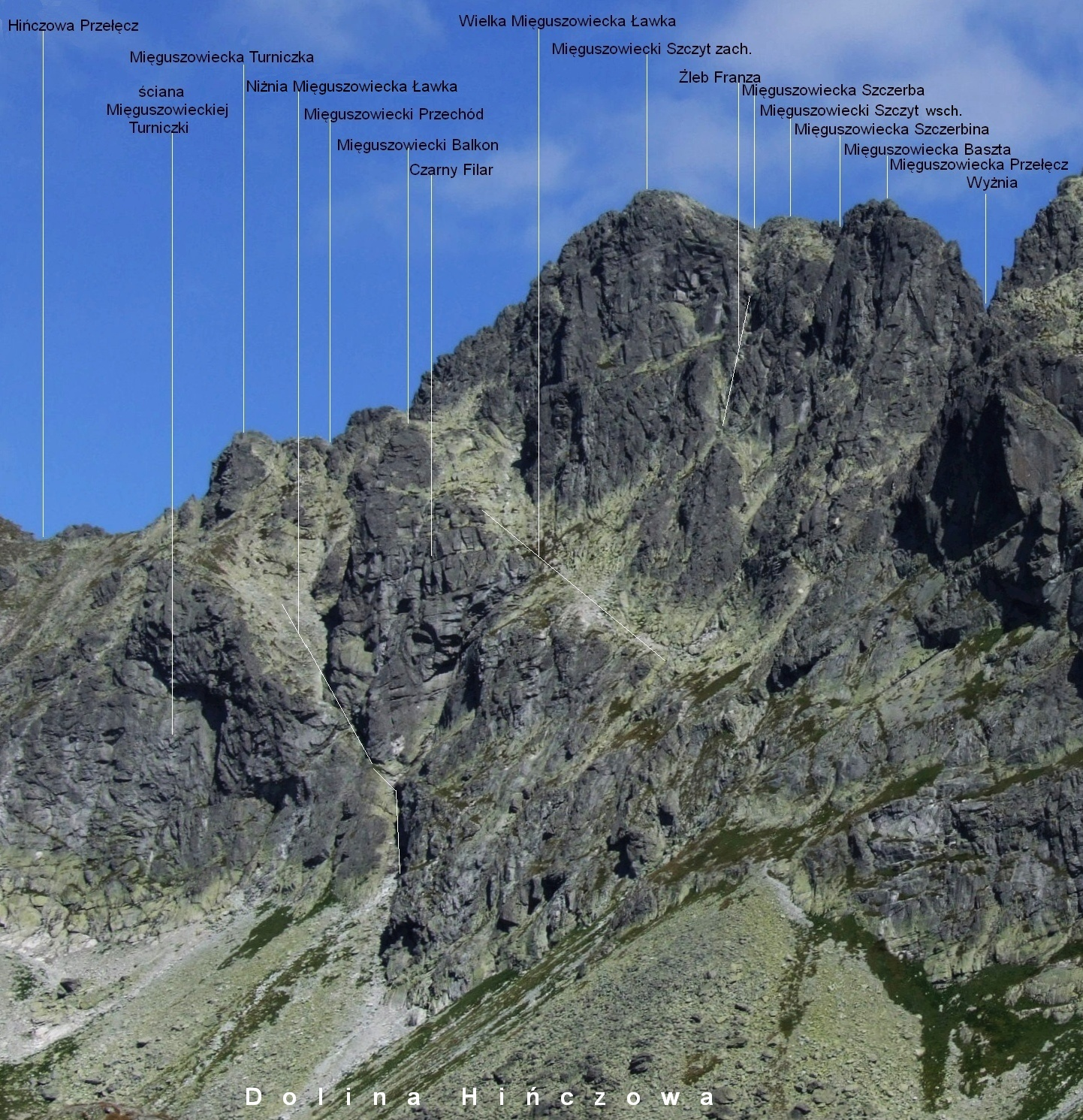
Widok z Doliny Hińczowej

Czarny Filar – filar na południowej ścianie Mięguszowieckiego Szczytu (2438 m) w Tatrach Wysokich. Znajduje się pomiędzy lewą najwyższą częścią Wielkiej Mięguszowieckiej Ławki a środkową częścią Niżniej Mięguszowieckiej Ławki. Ponad najwyższa częścią filara znajduje się niewielkie wcięcie zwane Mięguszowieckim Balkonem.
Autorem nazwy jest Władysław Cywiński. Jak dotąd Czarnym Filarem poprowadzono jedną tylko drogę wspinaczkową. W. Cywiński opisuje ją pod nr. 70 i tytułem Lewą częścią południowej ściany. Pierwsze przejście: Milan Legutky, František Staš i Ľudovit Vestenický 5 sierpnia 1962 r. (V w skali tatrzańskiej, 4 godz.). Z niejasnego opisu przejścia wynika, że szli oni boczną ścianą Czarnego Filara. Jego ostrze czeka nadal na zdobywców.